# Helena Pacheco

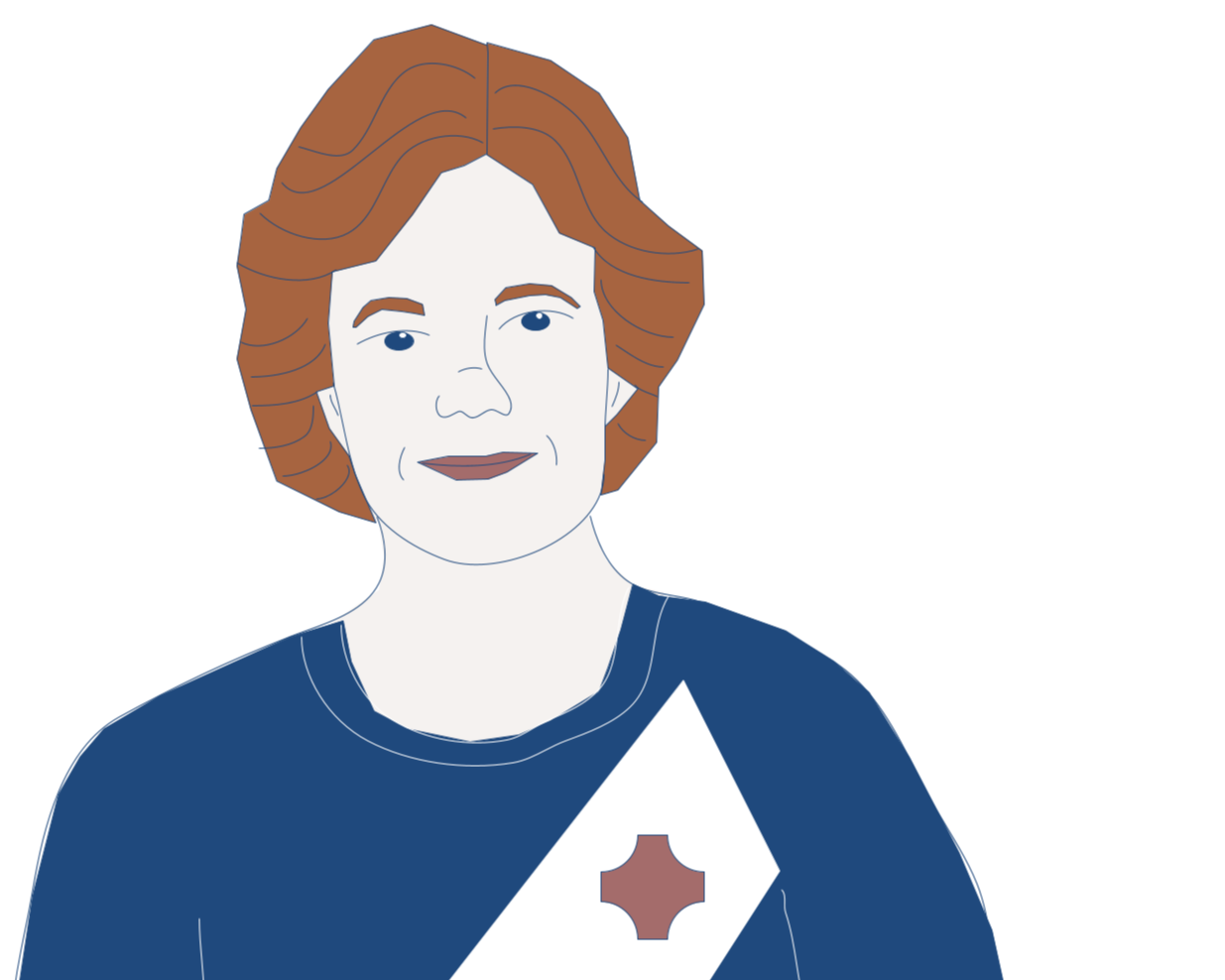

Helena Pacheco é empresária e ex-treinadora de futebol.
Vinda de família esportista, Helena iniciou sua carreira no esporte pelo vôlei, visto que durante sua infância, o futebol era proibido para mulheres. Ficou conhecida por treinar e descobrir o talento da futebolista Marta Vieira da Silva, conhecida como Marta, que atua como atacante ou meia-atacante. A ex-treinadora assinou contrato com Marta em um dos melhores clubes de futebol feminino da época, quando a então jogadora tinha apenas 14 anos. No entanto, ambas tiveram pouco tempo de convívio, pois depois de passados dois anos o Vasco da Gama acabou com a equipe de mulheres por não ter verba. Além de Marta, a ex-treinadora também descobriu dois grandes nomes do futebol brasileiro feminino: Pretinha, terceira maior artilheira do Brasil e Kátia Cilene. Helena está na lista da BBC 100 Mulheres do ano de 2017.

## Carreira
Helena Pacheco iniciou a sua carreira no esporte com o vôlei, visto que durante sua infância, o futebol era proibido para mulheres (a lei valeu de 1941 a 1979). Após décadas jogando vôlei, teve então uma chance de jogar no futebol. Ela começou a jogar no Radar, time tradicional de futebol feminino do Rio de Janeiro, e em certo momento foi com o time para uma excursão nos Estados Unidos, lá, apaixonou-se mais ainda pelo futebol.
Tendo optado por virar técnica, Helena foi estudar e vivenciou mais um obstáculo: a Faculdade de Educação Física não permitia que mulheres cursassem disciplinas relacionadas ao futebol. 
Quando cheguei na (Universidade) Gama Filho, vi que futebol eu não podia fazer. Tive que pedir para o reitor para poder assistir às aulas como assistente. Não tinha nota e não poderia ter aquela disciplina no meu currículo— Helena Pacheco explica a ex-treinadora em reportagem a BBC.
Mesmo diante desses obstáculos, Helena não desistiu de seu objetivo, foi atrás de cursos paralelos e acabou tornando-se uma das primeiras mulheres  treinadoras de futebol no Brasil.